# Apache ORC
Apache ORC (Optimized Row Columnar) es un formato de almacenamiento de datos orientado a columnas, gratuito y de código abierto del ecosistema Apache Hadoop. Es similar a los otros formatos de archivo de almacenamiento en columnas disponibles en el ecosistema de Hadoop, como RCFile y Parquet. Es compatible con la mayoría de los marcos de procesamiento de datos en el entorno Hadoop. 
En febrero de 2013, el formato de archivo Optimized Row Columnar (ORC) fue anunciado por Hortonworks en colaboración con Facebook. Un mes después, se anunció el formato Apache Parquet, desarrollado por Cloudera y Twitter.